# بريت وينشتاين
بريت صموئيل وينشتاين (بالإنجليزية: Bret Weinstein) هو عالم أحياء ومنظّر تطوري أمريكي من مواليد فبراير عام 1969.

## التعليم
بدأ وينشتاين دراسته الجامعية في جامعة بنسلفانيا وعندما كان طالباً في السنة الأولى كتب وينشتاين رسالة إلى صحيفة الجامعة يدين فيها التحرش الجنسي الحاصل بحق راقصات التعري في حفلة أخوية زيتا بيتا تاو. بعد أن تعرض وينشتاين للمضايقة والسخرية بسبب رسالته انتقل إلى جامعة كاليفورنيا سانتا كروز حيث أكمل غالبية دراسته الجامعية هناك. أخذ وينشتاين إجازة من منصبه في كلية ولاية إيفرجرين في عام 2004 وذلك لاستكمال درجة الدكتوراه في علم الأحياء من جامعة ميشيغان. نال وينشتاين شهادة الدكتوراه في عام 2009 وعاد إلى إيفرجرين بعد ذلك.

## العمل الأكاديمي
أمضى وينشتاين معظم حياته المهنية الأكاديمية كمدرس لمادى علم الأحياء في كلية ولاية إيفرجرين في واشنطن. نشر في عام 2002 فرضية حفظ القدرة التي اقترحت أن الاختلافات في القسيم الطرفي بين البشر وفئران المختبر قد قادت العلماء إلى تقليل تقدير المخاطر التي تتسبب بها العقاقير الجديدة للبشر كأمراض القلب واختلال وظائف الكبد وفشل الأعضاء ذات الصلة. أخذ وينشتاين إجازة من إيفرجرين لنيل درجة الدكتوراه في علم الأحياء من جامعة ميشيغان بأطروحة عن آليات المقايضة التطورية.

## الجدال حول يوم الانقطاع
واجه وينشتاين جدال آخر عندما كان محور احتجاج في الحرم الجامعي في كلية ولاية إيفرجرين حيث كان يدرس علم الأحياء. بدأت مشاركته عندما كتب رسالة إلى كلية إيفرجرين في عام 2017. اعترضت رسالته على تغيير في تقليد في الجامعة امتد لعقود وهو ملاحظة «يوم الغياب» حيث يبقى الطلاب وأعضاء الهيئة التدريسية من الأقليات العرقية في منازلهم لتسليط الضوء على مساهماتهم في الكلية. كان يوم الغياب مستوحى من مسرحية 1965 التي تحمل نفس الاسم لدوغلاس تيرنر وارد. كانت تتحدث المسرحية عن بلدة جنوبية خيالية يختفي جميع السود فيها في أحد الأيام. التغيير المعلن سوف يقلب الحدث التقليدي بالكامل إذ يطلب من الطلاب وأعضاء الهيئة التدريسية البيض أن يلزموا منازلهم، عارض خطاب وينشتاين هذا التغيير بشدة وانتقده. أدت الاحتجاجات الطلابية التي تركز في جزء كبير منها على التعليقات التي في أواخر شهر مايو من عام 2017 إلى تعطيل الحرم الجامعي ودعت إلى إجراء عدد من التغييرات في الكلية. يدعي وينشتاين أن رئيس الكلية رفض فرض القانون في قمع المتظاهرين. يدعي وينشتاين أيضاُ أن شرطة الحرم الجامعي أخبرته أنهم لا يستطيعون حمايته وشجعوه على البقاء خارج الحرم الجامعي. بدأ وينشتاين بعد ذلك بعقد صفه في مادة علم الاحياء في الحديقة العامة. تم التوصل في سبتمبر عام 2017 إلى تسوية استقال فيها وينشتاين وزوجته البروفيسورة هيذر هاينغ واستلموا 500 ألف دولار أمريكي بعد أن سعوا في البداية إلى الحصول على 3.8 مليون دولار أمريكي.

## حالياً
بعد أن استقال وينشتاين من إيفرجرين تم وصفه بأنه جزء من «الإنترنت المظلم الفكري» وهو مصطلح صاغه شقيقه إريك لوصف مجموعة من الأكاديميين وشخصيات وسائل الإعلام التي تنشر خارج وسائل الإعلام الرئيسية.
يدعم وينشتاين نفسه حالياً من خلال التبرعات إلى منظمته «الحدود الرابعة» غير الربحية بالإضافة إلى تعويضه من احداث الخطابة.

### الآراء السياسية
يصف وينشتاين نفسه أن سياسي تقدمي و «ليبرالي يساري».
مثّل وينشتاين أمام لجنة الرقابة في مجلس النواب الأمريكي في 22 مايو من عام 2018 وذلك لمناقشة حرية التعبير في حرم الجامعات.

### الحياة الشخصية
وينشتاين من أصل يهودي. وهو متزوج من هيذر هاينغ وهي أيضاً عالمة أحياء تطورية وعملت أيضاً في إيفرجرين. استقالت هاينغ من الكلية مع وينشتاين وذلك بعد أن اتخذت موقفاً سياسياً مماثلاً عندما تكشفت الأحداث. شقيقه إريك وينشتاين هو خبير اقتصادي والمدير الإداري لشركة تيل كابيتال.